# Kadesh Barnea

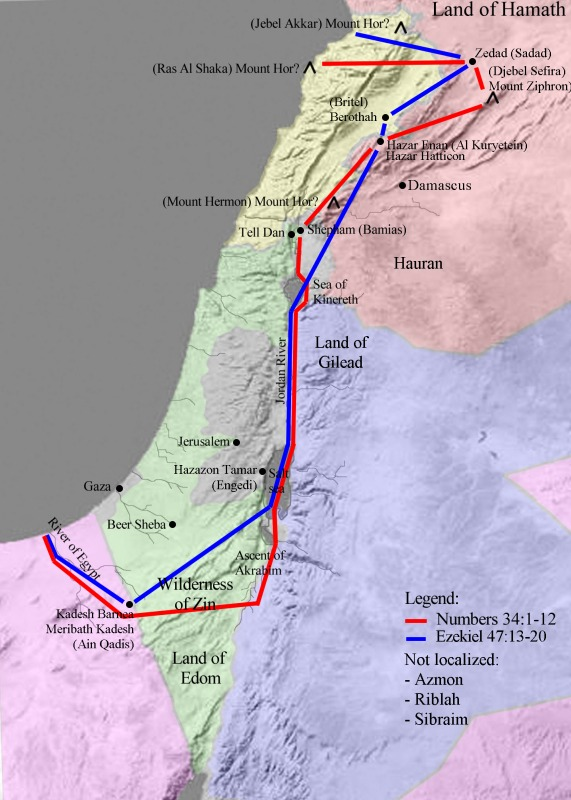
Kadesh Barnea location

Kadesh Barnea (Hebreeuws: (קָדֵשׁ בַּרְנֵעַ),is een oase in het noordoosten van de Sinaï-woestijn. 
Hoewel de plaats in de verhalen over Abraham reeds genoemd wordt, is ze vooral bekend van de Uittocht uit Egypte, toen het volk Israël er bijna 40 jaar verbleef.
Aanvankelijk bereidde het volk zich voor om vanuit Kadesh Barnea het beloofde land binnen te vallen (Numeri 13:1-26), maar toen de verslagen van de spionnen repten van reuzen, kwam het in opstand tegen Mozes. God, die tussenbeide kwam, oordeelde dat Israël de eerste 40 jaar het beloofde land niet binnen zou gaan. De inval die vervolgens toch geprobeerd werd, liep uit op een nederlaag.
In Kades sloeg Mozes op de rots, waar hij de opdracht had te spreken. Weliswaar gaf de rots het begeerde water, maar Mozes zou voor straf zelf het beloofde land niet binnen gaan. 
Mirjam en Aäron, profetes en hogepriester, zuster en broer van Mozes stierven in Kades en werden daar begraven.
Een moshav in de Negev draagt de naam Kadesh Barnea, ook wel Nitzanei Sinai.